# KQMQ
Koordinaten: 21° 23′ 45″ N, 158° 5′ 58″ W
KQMQ oder KQMQ-FM (Branding: „Da Pa'ina“) ist ein US-amerikanischer Hörfunksender aus Honolulu im US-Bundesstaat Hawaii. KQMQ-FM spielt hauptsächlich karibische Musik. Der Radiosender ist auf der UKW-Frequenz 93,1 MHz empfangbar. Eigentümer und Betreiber ist die Ohana Broadcast Company LLC.